# Bühnsdorf
Bühnsdorf ist eine Gemeinde im Kreis Segeberg in Schleswig-Holstein.

## Geografie und Verkehr
Das Straßendorf Bühnsdorf liegt etwa 7 km südöstlich von Bad Segeberg in ländlicher Umgebung. Westlich verläuft die Bundesautobahn 21 von Bad Segeberg nach Bad Oldesloe, nördlich die Bundesstraße 206 von Bad Segeberg nach Lübeck.

## Geschichte
Bühnsdorf wurde 1142 erstmals als Buenestorpe erwähnt. Im Jahre 1359 ging es in den Besitz des Klosters Reinfeld über, das 1582 an das dänische Königshaus verkauft wurde. Ab 1746 konnte die Bevölkerung sich aus der Leibeigenschaft freikaufen.

## Politik

### Gemeindevertretung
Bei der Kommunalwahl 2023 errang die Kommunale Wählergemeinschaft Bühnsdorf erneut alle neun Sitze in der Gemeindevertretung. Die Wahlbeteiligung betrug 50,0 Prozent.

### Wappen
Blasonierung: „Durch einen erhöhten silbernen Wellenbalken von Rot und Blau geteilt. Oben eine liegende silberne Flintbeilschneide, unten eine aufrechte silberne Ähre neben einem auswärts gewendeten, aufrechten silbernen Schlachterbeil.“
Das Wappen wurde 1993 verliehen; zwei Jahre später bekam Bühnsdorf auch eine Gemeindeflagge, deren Gestaltung an das Wappen angelehnt ist.

## Wirtschaft
Die Gemeinde ist überwiegend landwirtschaftlich geprägt, wobei der Getreideanbau überwiegt. Im Gemeindegebiet gibt es außerdem mehrere Gewerbebetriebe.

## Persönlichkeiten
Der Humorist Günter Willumeit wohnte in seiner Jugend in Bühnsdorf.